# Hiéroglyphe égyptien A14A
Le hiéroglyphe  égyptien A14A (homme assis une hache plantée dans la tête) est classifié dans la section A « L'Homme et ses occupations » de la liste de Gardiner ; il y est noté A14A.

## Représentation
Il représente un homme accroupi ou en génuflexion, les bras tenant une hache (T7A) plantée dans son crâne. Il est translittéré mwt ou mt.

## Utilisation
| A14 |

| A14 |

qui, lui, représente un homme à terre, du sang s'écoulant de sa tête.
C'est une réinterprétation surement faite avec le temps vis-à-vis de la ressemblance graphique en écriture hiératique entre le filet de sang s'écoulant de la tête ainsi que la position des mains et une hache que tiendrait l'homme. Sa position fœtale fut elle réinterprété en position accroupi (ou en génuflexion). 
| i | mn · n | nw | w | A4 | A14A |

| i | mn · n | nw | w | A4 | A14A |